# Ruslan Jurjewitsch Tschinachow
Ruslan Jurjewitsch Tschinachow (russisch Руслан Юрьевич Чинахов; engl. Transkription: Ruslan Chinakhov; * 25. Januar 1992 in Moskau) ist ein russischer Poolbillardspieler. Er wurde 2017 Europameister in der Disziplin 9-Ball. Zuvor war er 2009 Vizeeuropameister im 9-Ball geworden und hatte 2010 das Halbfinale der 8-Ball-Weltmeisterschaft erreicht.

## Karriere

### Einzel
Im März 2006 verpasste Tschinachow beim 8-Ball-Wettbewerb der Herren-Europameisterschaft mit einer 5:8-Niederlage gegen Jan Dulst nur knapp den Einzug in die Finalrunde. Im August 2006 wurde er durch Finalsiege gegen Andy Fuchs und Dominic Jentsch Schülereuropameister in den Disziplinen 14/1 endlos und 9-Ball. Zudem gewann er mit der russischen Schülermannschaft den EM-Titel. Bei der Herren-EM 2007 zog der damals 15-jährige Tschinachow beim 8-Ball-Wettbewerb ins Viertelfinale ein. Nachdem er unter anderem Tomasz Kapłan und Nikos Ekonomopoulos besiegt hatte, unterlag er dort jedoch dem früheren 9-Ball-Weltmeister Oliver Ortmann mit 3:8. Beim 9-Ball-Wettbewerb schied er in der Runde der letzten 64 gegen seinen Landsmann Konstantin Stepanow aus. Bei der Schülereuropameisterschaft 2007 gewann er die Bronzemedaille im 9-Ball und die Goldmedaille mit der Mannschaft. Im September 2007 zog er bei den Netherlands Open bei seiner zweiten Teilnahme an einem Euro-Tour-Turnier erstmals in die Finalrunde ein. Anschließend besiegte er Martin Larsen, Ralf Souquet und Daryl Peach, bevor er im Halbfinale mit 8:10 gegen den späteren Turniersieger Imran Majid ausschied. Beim darauffolgenden Euro-Tour-Turnier, den Swiss Open 2007, schied er im Viertelfinale gegen den späteren Sieger Mark Gray aus. Bei der russischen Meisterschaft 2007 erreichte er im 8-Ball das Finale und verlor mit 6:7 gegen Konstantin Solotilow.
Im April 2008 nahm Tschinachow erstmals an einer Herren-Weltmeisterschaft teil. Bei der 8-Ball-WM erreichte er die Runde der letzten 32, in der er mit 4:10 gegen Bruno Muratore ausschied. Wenig später erreichte er das Sechzehntelfinale der German Open und das Viertelfinale der Austrian Open. Im August 2008 wurde er durch einen 75:55-Finalsieg gegen Ivar Saris zum zweiten Mal Schülereuropameister im 14/1 endlos. An der parallel stattfindenden Herren-EM nahm er nicht teil. Bei den Netherlands Open 2008 schied er im Viertelfinale gegen Ralf Souquet aus. Im Oktober 2008 erreichte er bei der erstmals ausgetragenen 10-Ball-Weltmeisterschaft die Runde der letzten 64, in der er dem Taiwaner Ko Pin-yi mit 2:9 unterlag. Einen Monat später erreichte er bei der russischen Meisterschaft in den Disziplinen 14/1 endlos und 8-Ball das Finale und traf dort jeweils auf Konstantin Stepanow. Nachdem er sich Stepanow im 14/1 endlos mit 21:100 geschlagen geben musste, setzte sich Tschinachow im 8-Ball mit 7:5 durch und wurde damit zum ersten Mal Russischer Meister.
Im März 2009 wurde er durch einen 11:8-Finalsieg gegen den Engländer Phil Burford Juniorenweltmeister. Im April zog er beim 9-Ball-Wettbewerb der Herren-Europameisterschaft erstmals ins Finale ein und unterlag dem Niederländer Nick van den Berg nur knapp mit 8:9. Wenige Wochen später schied er beim World Pool Masters, zu dem er erstmals eingeladen worden war, im Achtelfinale mit 1:8 gegen Ralf Souquet aus. Kurz darauf erreichte er bei den German Open das Achtelfinale und bei den Philippines Open die Runde der letzten 32. Bei der Junioreneuropameisterschaft 2009 gewann er im Finale gegen Dominic Jentsch den Titel im 14/1 endlos. Wenig später erreichte er bei den Austrian Open das Achtelfinale. Bei der russischen Meisterschaft 2009 gewann er in den Disziplinen 8-Ball und 14/1 endlos die Bronzemedaille und, durch einen 9:6-Sieg gegen Jegor Plischkin, die Goldmedaille im 9-Ball. Ende des Jahres erreichte er bei der 10-Ball-WM das Viertelfinale, in dem er dem späteren Weltmeister Mika Immonen mit 6:9 unterlag.
Bei der EM 2010 gewann Tschinachow die Bronzemedaille im 9-Ball, nachdem er im Halbfinale mit 6:9 gegen Mateusz Śniegocki ausgeschieden war. Bei der 8-Ball-WM 2010 zog er nach Siegen gegen Mika Immonen, Yukio Akakariyama und Jeffrey de Luna ins Halbfinale ein, in dem er sich dem späteren Weltmeister Karl Boyes mit 2:10 geschlagen geben musste. Bei den Austria Open 2010 erreichte er das Achtelfinale und schied dort ebenfalls gegen Boyes aus. Wenig später wurde er bei seiner letzten Teilnahme an der Junioren-EM nach einer Finalniederlage gegen Manuel Ederer Vizeeuropameister im 14/1 endlos und durch einen 7:4-Sieg gegen Steffen Wolff Junioreneuropameister im 10-Ball. Im September 2010 erreichte er das Achtelfinale der China Open. Zwei Monate später wurde er durch Finalsiege gegen Konstantin Stepanow Russischer Meister in den Disziplinen 14/1 endlos und 9-Ball. Bei der Juniorenweltmeisterschaft 2010 belegte er den dritten Platz, nachdem er in der Vorschlussrunde gegen den späteren Weltmeister Francisco Sánchez ausgeschieden war.
2011 erreichte Tschinachow bei der Europameisterschaft das Achtelfinale im 9-Ball, in dem er dem Polen Mariusz Skoneczny mit 8:9 unterlag. Sein bestes Ergebnis auf der Euro-Tour war 2011 das Erreichen des Viertelfinales der Hungary Open, das er mit 7:8 gegen Markus Buck verlor. Bei der russischen Meisterschaft 2011 wurde er durch einen 7:0-Finalsieg gegen Sergei Nikitin erstmals Russischer 10-Ball-Meister. Darüber hinaus gewann er bei den Wettbewerben im 14/1 endlos und 8-Ball die Bronzemedaille. Bei der EM 2012 erreichte Tschinachow das Viertelfinale im 8-Ball und schied mit 7:8 gegen Francisco Díaz-Pizarro aus. Auf der Euro-Tour erreichte er 2012 das Achtelfinale der European Open. Bei der russischen Meisterschaft 2012 zog er in allen vier Wettbewerben ins Finale ein. Nachdem er in den Disziplinen 14/1 endlos, 10-Ball und 8-Ball Russischer Meister geworden war, unterlag er im 9-Ball-Finale dem Titelverteidiger Konstantin Stepanow mit 8:9.
Anfang 2013 erreichte Tschinachow das Viertelfinale der Italy Open und verlor mit 8:9 gegen Dimitri Jungo. Bei der EM 2013 gelangte er im 8-Ball ins Viertelfinale, in dem er gegen Jim Chawki ausschied, und im 9-Ball ins Achtelfinale. Wenige Wochen später zog er bei den Swedish 10-Ball Open ins Finale ein und unterlag dort dem Schweden Chawki. Im September 2013 erreichte er bei seiner ersten Teilnahme an der 9-Ball-Weltmeisterschaft die Runde der letzten 64, in der er gegen Muhammad Zulfikiri ausschied. Bei der russischen Meisterschaft 2013 wurde er Vizemeister im 14/1 endlos und durch einen 7:6-Finalsieg gegen Maxim Dudanez zum dritten Mal Russischer 8-Ball-Meister.
Beim Derby City Classic 2014 erreichte Tschinachow beim 9-Ball-Wettbewerb den vierten Platz. Bei der Europameisterschaft 2014 gewann er seine dritte EM-Medaille, als er beim 10-Ball-Wettbewerb erst im Halbfinale gegen den späteren Europameister David Alcaide ausschied. Wenig später erreichte er bei den Austria Open das Achtelfinale. Im November 2014 gewann er durch einen 8:7-Finalsieg gegen Jewgeni Stalew den Kremlin Cup. Ende des Monats wurde er durch einen 9:4-Sieg gegen Andrei Seroschtan zum dritten Mal Russischer 9-Ball-Meister. Zuvor war er Dritter im 8-Ball und Vizemeister im 10-Ball geworden.
Beim Derby City Classic 2015 gewann Tschinachow die Straight Pool Challenge und belegte beim 9-Ball-Wettbewerb den vierzehnten Platz. Bei der 10-Ball-Weltmeisterschaft 2015 erreichte er das Achtelfinale und unterlag nur knapp dem Taiwaner Ko Ping-chung (10:11). Beim 8-Ball-Wettbewerb der Europameisterschaft 2015 gelangte er ins Viertelfinale und verlor mit 6:8 gegen Jani Uski. Bei der 9-Ball-WM 2015 schied er in der Runde der letzten 32 gegen Wang Can aus. Im Oktober 2015 wurde er bei den US Open Siebter. Wenig später gewann er durch einen 9:8-Finalsieg gegen Mika Immonen zum zweiten Mal den Kremlin Cup. Bei der russischen Meisterschaft gewann er 2015 erstmals seit 2007 keinen Titel. In den Disziplinen 14/1 endlos, 8-Ball und 9-Ball gewann er jedoch die Bronzemedaille.
Beim Derby City Classic 2016 wurde Tschinachow im 9-Ball Siebter. Beim 9-Ball-Wettbewerb der EM 2016 erreichte er das Halbfinale und schied mit 6:9 gegen den späteren Europameister Francisco Sánchez aus. Bei der 9-Ball-WM im August 2016 unterlag er in der Runde der letzten 64 dem Österreicher Mario He. Wenige Tage später erreichte er bei den Albanian Open zum zweiten Mal das Halbfinale eines Euro-Tour-Turniers und verlor dieses mit 3:9 gegen Joshua Filler. Bei den China Open 2016 erreichte er die Runde der letzten 32. Bei den Kuwait Open 2016 schaffte er es ins Viertelfinale, in dem er dem Niederländer Marc Bijsterbosch unterlag. Beim Kremlin Cup 2016 schied er im Viertelfinale gegen den späteren Sieger Alexander Kazakis aus. Wenige Tage später wurde er im Finale gegen Andrei Seroschtan Russischer Meister in den Disziplinen 8-Ball und 9-Ball.
Im Januar 2017 gewann Tschinachow durch einen 16:6-Finalsieg gegen Lee Van Corteza die Molinari Players Championship, das erste Turnier der neu eingeführten World Pool Series. Wenige Tage später wurde er beim 9-Ball-Wettbewerb des Derby City Classics Sechster. Bei den Italian Open 2017 zog er erstmals auf der Euro-Tour ins Finale ein, in dem er sich jedoch dem Deutschen Ralf Souquet mit 5:9 geschlagen geben musste. Bei der EM 2017 schied er im 14/1 endlos bereits in der Vorrunde aus. Anschließend erreichte er im 10-Ball und im 8-Ball das Viertelfinale, bevor er im 9-Ball nach 2009 zum zweiten Mal ins Endspiel einzog. Dort besiegte er den Schweizer Ronald Regli nach einer 7:0-Führung mit 11:6 und wurde als erster Russe 9-Ball-Europameister. Beim 9-Ball-Wettbewerb der World Games 2017, für den er als EM-Finalist qualifiziert war, schied er in der ersten Runde mit 10:11 gegen den Neuseeländer Matthew Edwards aus. Wenig später gewann er mit den Dutch Open zum ersten Mal ein Euro-Tour-Turnier. Im Finale hatte er den Deutschen Christoph Reintjes mit 9:4 besiegt. Beim Kremlin Cup 2017 erreichte er die Runde der letzten 32, in der er knapp gegen Petri Makkonen verlor (7:8). Beim Finalturnier der World Pool Series 2017 erreichte er das Achtelfinale und unterlag dem Schotten Jayson Shaw. Wenige Tage später blieb er bei der russischen Meisterschaft zum ersten Mal seit über zehn Jahren ohne Medaillengewinn. In den Disziplinen 10-Ball und 9-Ball erreichte er zumindest das Viertelfinale, in dem er sich jedoch Andrei Seroschtan beziehungsweise Iljas Chairullin geschlagen geben musste.

### Mannschaft
Tschinachow nahm bislang neunmal am World Cup of Pool teil und bildete dabei jeweils mit Konstantin Stepanow das russische Team. Nachdem sie 2007 in der ersten Runde ausgeschieden waren, erreichten sie 2008, 2009 und 2010 das Achtelfinale. 2011 folgte erneut das Erstrundenaus. 2013 erreichten sie das Achtelfinale. 2014 gewannen sie in der ersten Runde mit 7:6 gegen die Japaner Hayato Hijikata und Masaaki Tanaka und unterlagen anschließend im Achtelfinale den Amerikanern Shane van Boening und Earl Strickland mit 5:7. 2015 schieden sie in der ersten Runde gegen die Philippiner Carlo Biado und Warren Kiamco aus. 2017 verloren sie im Achtelfinale gegen die späteren Turniersieger Mario He und Albin Ouschan.
Mit der russischen Nationalmannschaft wurde Tschinachow 2013 EM-Dritter und 2016, nach einer 1:2-Finalniederlage gegen Deutschland, Vizeeuropameister. Bei der Team-Weltmeisterschaft war er zweimal Teil der russischen Mannschaft, mit der er 2010 das Halbfinale und 2014 das Achtelfinale erreichte.

### Snooker
Tschinachow spielt gelegentlich auch Snooker: 2008 war er als Wildcardspieler bei der World Series of Snooker dabei, unterlag jedoch in der ersten Runde dem englischen Weltklassespieler Mark Selby mit 1:4.

## Erfolge
| 14/1-endlos-Schülereuropameister:  | 2006, 2008             |
| 9-Ball-Schülereuropameister:       | 2006                   |
| Russischer 8-Ball-Meister:         | 2008, 2012, 2013, 2016 |
| 9-Ball-Juniorenweltmeister:        | 2009                   |
| 14/1-endlos-Junioreneuropameister: | 2009                   |
| Russischer 9-Ball-Meister:         | 2009, 2010, 2014, 2016 |
| 10-Ball-Junioreneuropameister:     | 2010                   |
| Russischer 14/1-endlos-Meister:    | 2010, 2012             |
| Russischer 10-Ball-Meister:        | 2011, 2012             |
| DCC Straight Pool Challenge:       | 2015                   |
| Kremlin Cup:                       | 2014, 2015             |
| Molinari Players Championship:     | 2017                   |
| 9-Ball-Europameister:              | 2017                   |
| Dutch Open:                        | 2017                   |